# José Costa
José Costa (Caniço, 22 de Fevereiro de 1909
– Corning, 11 de Novembro de 1998) foi um aviador luso-americano, que alcançou grande notoriedade internacional com o seu voo entre os Estados Unidos da América e Portugal, em 1936.

## Vida
José Costa era natural do Caniço (Concelho de Santa Cruz, Madeira), e emigrou para os EUA com 6 anos, mas falava português e nunca perdeu a ligação com a terra. Mais conhecido como Joseph A. Costa ou Joe Costa, radicou-se em Corning, no estado de Nova Iorque, foi piloto aviador, instrutor de voo, inspetor da Administração Federal de Aviação americana, reparador e vendedor de aeronaves. Fundou uma empresa de aviação que ainda hoje tem o seu nome, Costa Flying Service, que opera no aeroporto Corning–Painted Post Airport. Este aeroporto chegou a ter o nome "Costa Airport" nos anos 40 e 50 do século XX. O seu filho, Joseph Richard Costa ficou a gerir a empresa e é actualmente director do aeroporto.
Obteve a cidadania americana em Abril de 1936.
Foi casado e teve um filho e uma filha.

## Realizações
José Costa ficou para a História como pioneiro da aviação quando em 1936, a bordo do seu Lockheed Vega tentou fazer um voo EUA-Portugal via Brasil. O avião tinha o nome "Crystal City", e apesar de ter registo americano, ostentava a Cruz de Cristo pintada na fuselagem. Construído em 1929, este Vega foi inicialmente da Statoil, e pilotado pelo pai do astronauta Buzz Aldrin. O NC105N foi adquirido uma segunda vez por José Costa que o re-matriculou como NR105N para "testing and long-distance flying".
Já desde 1930 que José Costa vinha a anunciar a sua determinação em voar desde Nova Iorque para a Madeira (apesar de de que a primeira aterragem na Ilha fez-se apenas em 1957).
A meados de 1936 já tinha adquirido o Vega, e estava tudo preparado para descolar, mas vários contratempos fizeram-no adiar a partida vários meses. O início da Guerra Civil Espanhola fez com que o governo americano não autorizasse o voo directo para Portugal, desde modo forçando um viagem via América do Sul. Dúvidas em relação à segurança de voo por parte das autoridades obrigaram-no a fazer revisão ao motor do avião, aguardar parecer sobre quantidade de combustível permitida, e a testes de visão.
O voo começou a 10 de Dezembro de 1936 do American Airlines Field (agora Elmira-Corning Regional Airport) com destino a San Juan, Porto Rico, fazendo escala em Miami. O mau tempo fez com que aterrasse em Jacksonville no estado da Flórida, e depois rumasse diretamente a San Juan. Novamente o mau tempo obrigou-o a aterrar em Santo Domingo, na República Dominicana, a meio de mais um golpe de estado. Foi imediatamente preso, e libertado no dia a seguir para que seguisse viagem evitando problemas burocráticos.
As seguintes pernas foram para Paramaribo na então Guiana Holandesa (atual Suriname) e Belém no Brasil. A parte mais complicada viria a seguir, um voo longo por cima da selva até ao Rio de Janeiro. Por falta de gasolina, roubada de um dos tanques, viria a aterrar de emergência num campo na cidade histórica do Serro, Minas Gerais, a 15 de Janeiro de 1937. Não tendo sofrido ferimentos de maior, infelizmente o Vega ficou destruído, salvando-se apenas o motor.  Inda chegou ao Rio aos comandos de um avião, tendo-lhe sido emprestado um WACO pela Aviação Militar Brasileira para que completasse o último trecho.
Pese ao ter de abortar a empreendedora viagem, foi alvo de várias homenagens do Brasil, feito amplamente noticiado em jornais locais. A comunidade portuguesa fez-lhe diversas honras, tendo sido convidado para visitar centros culturais e a participar em vários eventos.
O feito é relatado no livro "Revolution in the Sky: The Lockheeds of Aviation's Golden Age" de Richard Sanders Allen.

## Carreira na aviação
Durante a segunda guerra mundial José Costa foi examinador de cadetes em treino para ingressar nas forças aéreas dos vários ramos militares americanos, pela Civil Aeronautics Administration atualmente denominada de FAA. Esteve em vários centros de treino de pilotos, no estado do Kansas e Iowa.
Depois da guerra dedicou-se exclusivamente à aviação civil, tendo optado não ingressar nas companhias aéreas como piloto. Explorou o aeroporto, que tinha o seu nome (conhecido por "Costa Field" ou "Costa's Airport"), fazendo shows aéreos, e outros eventos.
Também estabeleceu a sua companhia de aviação, que oferecia formação e outros serviços de voo.

## Prémios
Em 1993 recebeu o "Aviation Pioneer Award" do Empire State Aerosciences Museum, em reconhecimento pela sua contribuição para o desenvolvimento e avanço da "general aviation"
Em 1994 recebeu o "Lifetime Achievement Award" do Rochester Flight Standards District Office da Federal Aviation Administration, em reconhecimento dos seus 65 anos na aviação.
Em 1994 recebeu o "Certificate of Appreciation" do U.S. Department of Transportation, Federal Administration Administration, Eastern Region, em reconhecimento dos 65 anos de distinção como aviador.